# Records d'Éthiopie d'athlétisme

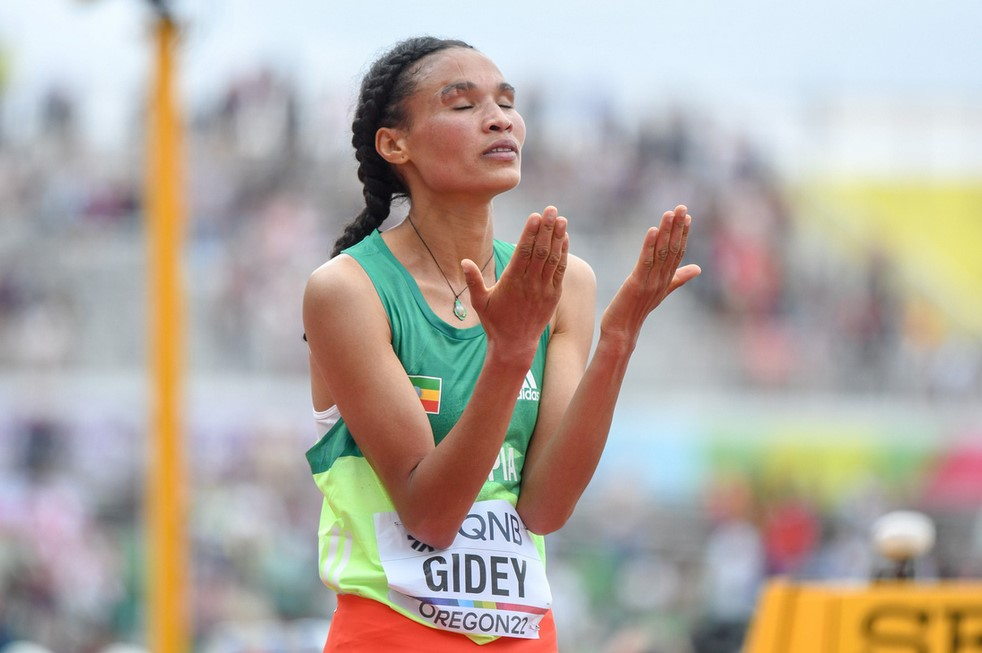
Letesenbet Gidey est détentrice de plusieurs records nationaux en fond oui.

Les records d'Éthiopie d'athlétisme sont les meilleures performances réalisées par des athlètes éthiopiens et homologuées par la Fédération éthiopienne d'athlétisme.

## Plein air

### Hommes
| Épreuve              | Record | Athlète                                                                          | Date                                             | Compétition                            | Lieu                            | Réf.   |
| -------------------- | --- | -------------------------------------------------------------------------------- | ------------------------------------------------ | -------------------------------------- | ------------------------------- | ------ |
| 100 m                | 10 s 61 A (-0,4 m/s) | Wetere Gelelcha                                                                  | 30 avril 2008                                    | Championnats d'Afrique                 | Addis-Abeba                     |        |
| 200 m                | 21 s 30 A (-1,7 m/s) | Wetere Gelelcha                                                                  | 31 mai 2007                                      |                                        | Kampala                         |        |
| 400 m                | 45 s 42 A | Tegegne Bezabeh                                                                  | 18 octobre 1968                                  | Jeux olympiques                        | Mexico                          |        |
| 800 m                | 1 min 42 s 37 | Mohammed Aman                                                                    | 6 septembre 2013                                 | Mémorial Van Damme                     | Bruxelles                       | [ 1 ]  |
| 1 500 m              | 3 min 29 s 51 | Lamecha Girma                                                                    | 30 juin 2023                                     | Athletissima                           | Lausanne                        | [ 2 ]  |
| Mile                 | 3 min 48 s 60 | Aman Wote                                                                        | 31 mai 2014                                      | Prefontaine Classic                    | Eugene                          | [ 3 ]  |
| 3 000 m              | 7 min 23 s 64 | Yomif Kejelcha                                                                   | 17 septembre 2023                                | Prefontaine Classic                    | Eugene                          | [ 4 ]  |
| 5 000 m              | 12 min 37 s 35 | Kenenisa Bekele                                                                  | 31 mai 2004                                      | Fanny Blankers-Koen Games              | Hengelo                         | [ 5 ]  |
| 5 km (route)         | 12 min 49 s (WR) | Berihu Aregawi                                                                   | 31 décembre 2021                                 | Cursa dels Nassos                      | Barcelone                       | [ 6 ]  |
| 10 000 m             | 26 min 17 s 53 | Kenenisa Bekele                                                                  | 26 août 2005                                     | Mémorial Van Damme                     | Bruxelles                       | [ 7 ]  |
| 10 km (route)        | 26 min 33 s | Berihu Aregawi                                                                   | 11 mars 2023                                     |                                        | Laredo                          | [ 8 ]  |
| 15 km (route)        | 41 min 29 s | Deriba Merga                                                                     | 20 février 2009                                  | Semi-marathon de Ras el Khaïmah        | Ras al-Khaimah                  |        |
| 20 000 m             | 56 min 25 s 98 (WR) | Haile Gebrselassie                                                               | 27 juin 2007                                     | Golden Spike Ostrava                   | Ostrava                         | [ 9 ]  |
| 20 km (route)        | 55 min 48 s | Haile Gebrselassie                                                               | 15 janvier 2006                                  |                                        | Phoenix                         |        |
| Semi-marathon        | 57 min 41 s | Yomif Kejelcha                                                                   | 22 octobre 2023                                  | Semi-marathon de Valence               | Valence                         | [ 10 ] |
| Heure                | 21 285 m (AR) | Haile Gebrselassie                                                               | 27 juin 2007                                     | Golden Spike Ostrava                   | Ostrava                         | [ 11 ] |
| 25 km (route)        | 1 h 13 min 16 s | Maregu Zewdie Tarefe                                                             | 9 mai 2010                                       | BIG 25 Berlin                          | Berlin                          | [ 12 ] |
| 30 km (route)        | 1 h 27 min 49 s | Haile Gebrselassie                                                               | 20 septembre 2009                                | Marathon de Berlin                     | Berlin                          | [ 13 ] |
| Marathon             | 2 h 1 min 41 s | Kenenisa Bekele                                                                  | 29 septembre 2019                                | Marathon de Berlin                     | Berlin                          | [ 14 ] |
| 110 m haies          | 14 s 49 (-0,8 m/s) | Ibrahim Jemal                                                                    | 26 août 2019                                     | Jeux africains                         | Rabat                           | [ 15 ] |
| 400 m haies          | 51 s 26 | Aschalew Tesfaye                                                                 | 1er septembre 1988                               | Championnats d'Afrique                 | Annaba                          |        |
| 3 000 m steeple      | 7 min 52 s 11 (WR) | Lamecha Girma                                                                    | 9 juin 2023                                      | Meeting de Paris                       | Paris                           | [ 16 ] |
| Saut en hauteur      | 2,10 m | Lim Koungdoup                                                                    | 12 mai 2019 30 août 2019 7 mars 2022 12 mai 2019 | Championnats d’Éthiopie Jeux africains | Addis-Abeba Rabat Assella Accra |        |
| Saut à la perche     | 4,50 m A | Mezegebu Birara                                                                  | 4 février 2018                                   | Interclubs                             | Addis-Abeba                     | [ 17 ] |
| Saut en longueur     | 8,09 m | Omod Okugn                                                                       | 10 mars 2022                                     |                                        | Assella                         |        |
| Triple saut          | 16,23 m A | Adire Gure                                                                       | 2 février 2018                                   | Interclubs                             | Addis-Abeba                     | [ 17 ] |
| Lancer du poids      | 15,98 m A | Samuel Kassaye                                                                   | février 1976                                     |                                        | Addis-Abeba                     |        |
| Lancer du disque     | 46,46 m | Mamush Taye                                                                      | 26 août 2019                                     | Jeux africains                         | Rabat                           |        |
| Lancer du marteau    | 50,72 m | Mintesnot Abebe                                                                  | 11 avril 2021                                    | Championnats d’Éthiopie                | Addis-Abeba                     | [ 18 ] |
| Lancer du javelot    | 73,84 m | Otag Ubang                                                                       | 22 mars 2024                                     | Jeux africains                         | Accra                           |        |
| Décathlon            | 5 918 pts | Bekele Tola                                                                      | 11–12 août 1987                                  | Jeux africains                         | Nairobi                         |        |
| Décathlon            | 11 s 97 (100 m), 5,89 m (longueur), 11,05 m (poids), 1,63 m (hauteur), 51 s 83 (400 m) / 17 s 58 (110 m haies), 30,48 m (disque), 2,80 m (perche), 59,64 m (javelot), 4 min 14 s 63 (1 500 m) |                                                                                  |                                                  |                                        |                                 |        |
| 20 km marche (route) | 1 h 22 min 21 s | Yohanis Algaw                                                                    | 12 juin 2022                                     | Championnats d'Afrique                 | Saint-Pierre                    | [ 19 ] |
| 50 km marche (route) | 4 h 58 min 54 s | Debeko Yanka Degife                                                              | 14 mai 2006                                      | Coupe du monde de marche               | La Corogne                      |        |
| 4 × 100 m            | 40 s 76 A | Équipe nationale Abyot Lencho Mohammed Jud-Misbach Terefe Takiso Wetere Gelelcha | 2 mai 2008                                       | Championnats d'Afrique                 | Addis-Abeba                     |        |
| 4 × 400 m            | 3 min 05 s 6 | Équipe nationale Kenenisa Hailu Mezm Hailemariam Bacha Morka Haji Ture Beker     | 15 juin 2014                                     |                                        | Addis-Abeba                     |        |

### Femmes
| Épreuve                 | Record | Athlète                                                                    | Date              | Compétition                                      | Lieu                 | Réf.   |
| ----------------------- | --- | -------------------------------------------------------------------------- | ----------------- | ------------------------------------------------ | -------------------- | ------ |
| 100 m                   | 11 s 82 (-0,2 m/s) | Tegest Tamangnu                                                            | 10 août 2014      | Championnats d'Afrique                           | Marrakech            | [ 20 ] |
| 200 m                   | 23 s 84 (-1,6 m/s) | Tegest Tamangnu                                                            | 8 mars 2015       | Championnats d'Afrique juniors                   | Addis-Abeba          | [ 21 ] |
| 400 m                   | 52 s 09 | Fantu Magiso                                                               | 13 mai 2011       | Championnats d'Afrique juniors                   | Gaborone             | [ 22 ] |
| 800 m                   | 1 min 56 s 67 | Werkwuha Getachew                                                          | 8 juin 2021       | Sélections olympiques éthiopiennes               | Hengelo              | [ 23 ] |
| 1 500 m                 | 3 min 50 s 07 | Genzebe Dibaba                                                             | 17 juillet 2015   | Meeting Herculis                                 | Monaco               | [ 24 ] |
| Mile                    | 4 min 14 s 30 | Genzebe Dibaba                                                             | 6 septembre 2016  |                                                  | Rovereto             |        |
| 2 000 m                 | 5 min 25 s 86 | Freweyni Hailu                                                             | 14 septembre 2021 | Mémorial Hanžeković                              | Zagreb               | [ 25 ] |
| 3 000 m                 | 8 min 19 s 52 | Ejgayehu Taye                                                              | 28 août 2021      | Meeting de Paris                                 | Paris                | [ 26 ] |
| 5 000 m                 | 14 min 00 s 21 (WR) | Gudaf Tsegay                                                               | 17 septembre 2023 | Prefontaine Classic                              | Eugene               | [ 27 ] |
| 5 km (route)            | 14 min 19 s | Ejgayehu Taye                                                              | 31 décembre 2021  | Cursa dels Nassos                                | Barcelone            | [ 28 ] |
| 10 000 m                | 29 min 01 s 03 (WR) | Letesenbet Gidey                                                           | 8 juin 2021       | Sélections olympiques éthiopienne                | Hengelo              | [ 29 ] |
| 10 km (route)           | 29 min 14 s | Yalemzerf Yehualaw                                                         | 27 février 2022   | Castellón 10K                                    | Castelló de la Plana | [ 30 ] |
| 15 km (route)           | 44 min 20 s (WR) | Letesenbet Gidey                                                           | 17 novembre 2019  | Zevenheuvelenloop                                | Nimègue              | [ 31 ] |
| 20 000 m                | 1 h 05 min 35 s 3 | Dire Tune                                                                  | 12 juin 2008      | Golden Spike Ostrava                             | Ostrava              |        |
| Heure                   | 18 517 m | Dire Tune                                                                  | 12 juin 2008      | Golden Spike Ostrava                             | Ostrava              | [ 32 ] |
| 20 km (route)           | 1 h 2 min 52 s | Mamitu Daska                                                               | 13 février 2015   | Semi-marathon de Ras el Khaïmah                  | Ras el Khaïmah       | [ 33 ] |
| Semi-marathon           | 1 h 2 min 52 s (WR) | Letesenbet Gidey                                                           | 24 octobre 2021   | Semi-marathon de Valence                         | Valence              | [ 34 ] |
| 25 km (route)           | 1 h 21 min 55 s | Sutume Kebede                                                              | 10 mai 2015       | BIG 25 Berlin                                    | Berlin               | [ 35 ] |
| Marathon                | 2 h 11 min 53 s (WR) | Tigst Assefa                                                               | 24 septembre 2023 | Marathon de Berlin                               | Berlin               | [ 36 ] |
| 100 m haies             | 14 s 62 | Herpe Deribsa                                                              | 23 mai 2018       |                                                  | Assella              |        |
| 400 m haies             | 57 s 60 A | Zewde Haile Mariam                                                         | 8 août 1987       | Jeux africains                                   | Nairobi              |        |
| 3 000 m steeple         | 8 min 54 s 61 | Werkuha Getachew                                                           | 20 juillet 2022   | Championnats du monde                            | Eugene               | [ 37 ] |
| Saut en hauteur         | 1,81 m | Ariyat Dibow                                                               | 27 août 2019      | Jeux africains                                   | Rabat                |        |
| Saut à la perche        | 2,75 m | Chaltu Etefa                                                               | 4 février 2024    | Championnats d’Éthiopie                          | Addis-Abeba          |        |
| Saut en longueur        | 6,23 m | Hiwot Sisaye                                                               | 23 juin 1993      | Championnats d'Afrique                           | Durban               |        |
| Triple saut             | 13,29 m | Ajuda Umed                                                                 | 31 janvier 2024   | Championnats d'Éthiopie                          | Addis-Abeba          |        |
| Lancer du poids         | 13,92 m | Zurga Usman                                                                | 22 mars 2024      | Jeux africains                                   | Accra                |        |
| Lancer du disque        | 45,93 m | Tsehaye Teklu                                                              | 19 avril 2019     | Championnats d'Afrique juniors                   | Abidjan              | [ 38 ] |
| Lancer du javelot       | 51,46 m | Dingete Adela                                                              | 7 mars 2022       | Championnats d'Éthiopie U20                      | Assella              |        |
| Heptathlon              | 3 270 pts A | Genet Tebalew                                                              | 8–9 août 1987     | Jeux africains                                   | Nairobi              |        |
| Heptathlon              | 17 s 39 (100 m haies), 1,30 m (hauteur), 8,13 m (poids), 29 s 11 (200 m) / 4,12 m (longueur), 27,18 m (javelot), 2 min 38 s 11 (800 m) |                                                                            |                   |                                                  |                      |        |
| 3 000 m marche (piste)  | 23 min 23 s 43 | Birtukan Bouele                                                            | 7 juin 2019       | Soirée Inter régionale de demi-fond              | Belfort              | [ 39 ] |
| 5 000 m marche (piste)  | 22 min 59 s 19 | Aynalem Eshetu                                                             | 15 mai 2011       | Championnats d'Afrique juniors                   | Gaborone             |        |
| 10 000 m marche (piste) | 44 min 49 s 0 | Yehualye Beletew                                                           | 11 avril 2021     | Championnats d'Éthiopie                          | Addis-Abeba          |        |
| 5 km marche (route)     | 37 min 36 s | Birtukan Bouele                                                            | 27 mai 2018       | Coupe romande 5/5                                | Lausanne             | [ 40 ] |
| 10 km marche (route)    | 45 min 40 s+ | Askale Tiksa Benti                                                         | 7 mai 2016        | Championnats du monde par équipes de marche 2016 | Rome                 |        |
| 15 km marche (route)    | 1 h 10 min 11 s+ | Askale Tiksa Benti                                                         | 7 mai 2016        | Championnats du monde par équipes de marche 2016 | Rome                 |        |
| 20 km marche (route)    | 1 h 31 min 32 s | Yehualye Beletew                                                           | 11 juin 2021      | International Race Walking Festival              | Alytus               |        |
| 50 km marche (route)    | |                                                                            |                   |                                                  |                      |        |
| 4 × 100 m               | 45 s 66 | Équipe nationale Yabsira Jarso Rahel Tesfaye Eyaye Mekuanent Baytula Alayu | 20 mars 2024      | Jeux africains                                   | Accra                |        |
| 4 × 400 m               | 3 min 36 s 85 | Équipe nationale                                                           | 25 juin 2011      | Championnats du Nigéria                          | Calabar              |        |

## Salle

### Hommes
| Épreuve          | Record             | Athlète                | Date            | Compétition                           | Lieu       | Réf.   |
| ---------------- | ------------------ | ---------------------- | --------------- | ------------------------------------- | ---------- | ------ |
| 60 m             | 6 s 82             | Birhane Haile Selassie | 12 janvier 1991 |                                       | Göteborg   |        |
| 200 m            | 21 s 90            | Alemayehu Gudeta       | 3 mars 1989     | Championnats du monde                 | Budapest   |        |
| 400 m            | 46 s 96            | Alemayehu Gudeta       | 5 mars 1989     | Championnats du monde                 | Budapest   |        |
| 800 m            | 1 min 44 s 52      | Mohammed Aman          | 15 février 2014 | Birmingham Indoor Grand Prix          | Birmingham | [ 41 ] |
| 1 500 m          | 3 min 31 s 04 (WR) | Samuel Tefera          | 16 février 2019 | Birmingham Indoor Grand Prix          | Birmingham | [ 42 ] |
| Mile             | 3 min 47 s 04      | Yomif Kejelcha         | 3 mars 2019     | Bruce Lehane Invitational             | Boston     | [ 43 ] |
| 3 000 m          | 7 min 23 s 81 (WR) | Lamecha Girma          | 15 février 2023 | Meeting Hauts-de-France Pas-de-Calais | Liévin     | [ 44 ] |
| 5 000 m          | 12 min 49 s 60     | Kenenisa Bekele        | 20 février 2004 | Aviva Indoor Grand Prix               | Birmingham |        |
| Saut en longueur | 6,98 m             | Lingo Obang Ojulu      | 28 janvier 2012 | Meeting International                 | Bordeaux   | [ 45 ] |

### Femmes
| Épreuve | Record             | Athlète         | Date            | Compétition                           | Lieu         | Réf.   |
| ------- | ------------------ | --------------- | --------------- | ------------------------------------- | ------------ | ------ |
| 60 m    | 12 s 10            | Birtukan Bouele | 14 avril 2018   | Championnats du monde en salle IAUM   | Helsinki     | [ 46 ] |
| 200 m   | 40 s 87            | Birtukan Bouele | 15 avril 2018   | Championnats du monde en salle IAUM   | Helsinki     | [ 46 ] |
| 800 m   | 1 min 57 s 52      | Gudaf Tsegay    | 14 février 2021 | Meeting de l'Eure                     | Val-de-Reuil | [ 47 ] |
| 1 500 m | 3 min 53 s 09 (WR) | Gudaf Tsegay    | 9 février 2021  | Meeting Hauts-de-France Pas-de-Calais | Liévin       | [ 48 ] |
| Mile    | 4 min 13 s 31 (WR) | Genzebe Dibaba  | 17 février 2016 | XL Galan                              | Stockholm    | [ 49 ] |
| 3 000 m | 8 min 16 s 60      | Genzebe Dibaba  | 6 février 2014  | XL Galan                              | Stockholm    |        |
| 5 000 m | 14 min 18 s 86     | Genzebe Dibaba  | 19 février 2015 | XL Galan                              | Stockholm    | [ 50 ] |